# Feijão (futebolista)
Antonio Felipe Gonzaga de Aquino, mais conhecido como Feijão (Salvador, 8 de Abril de 1994), é um futebolista brasileiro que atua como volante, atualmente, joga pelo Moura, de Portugal.

## Carreira

### Bahia
Feijão chegou as categorias de base do Bahia em 2011, com 17 anos. Em 2013, Feijão foi uns dos destaques do clube baiano na Copa São Paulo de Futebol Júnior fazendo o gol que eliminou o Corinthians na segunda fase da Copinha. Mas sua equipe acabou sendo eliminada pelo Goiás nas semifinais nos pênaltis.
Com todo esse destaque, com apenas 19 anos foi chamado para a equipe principal do Bahia. Sua estreia foi como titular no clássico Ba-Vi, em que substituiu o capitão Fahel, e jogador chamou muita atenção com suas boas atuações durante o clássico. Seu primeiro gol pelo Bahia também foi o milésimo gol do clube baiano em Campeonatos Brasileiros, o time baiano venceu a partida por 2 a 0.

### Flamengo
Com todo esse destaque Feijão foi envolvido numa troca com o atacante Rafinha, sendo assim Feijão irá defender o Flamengo emprestado por um ano, mesma situação do Rafinha. Feijão realizou sua estreia pelo Flamengo entrando perto do fim do jogo, o Flamengo venceu o Audax Rio por 1 a 0.

### Retorno ao Bahia
Sem chances e pouco aproveitado no time do Flamengo, Feijão rescindiu seu contrato com o Rubro-Negro e voltou para o Bahia. com poucas chance no time Feijão foi emprestado novamente agora para o Atlético-GO.

### Atlético-GO
No dia 20 de novembro de 2015, Feijão é anunciado como novo jogador do Atlético Goianiense.

### Retorno ao Bahia
Em 2016, o volante retorna ao seu clube de formação, após breve temporada no Atlético-GO, xodó da torcida, logo caiu nas graças e voltou a brigar por espaço, sendo titular no inicio dessa temporada.

## Títulos
Flamengo
- Taça Guanabara: 2014
- Torneio Super Clássicos: 2014
- Campeonato Carioca: 2014

Bahia
- Campeonato Baiano: 2015
- Copa do Nordeste: 2017